# 拉布瓦西耶尔迪多雷
拉布瓦西耶尔-迪多雷（法語：La Boissière-du-Doré，法語發音：[la bwasjɛʁ dy dɔʁe] ⓘ）是法国大西洋卢瓦尔省的一个市镇，位于该省东部，属于南特区。

## 地理
拉布瓦西耶尔-迪多雷（47°13'55"N, 1°13'12"W）面积9.41 平方千米，位于法国卢瓦尔河地区大区大西洋卢瓦尔省，该省份为法国西北部沿海省份，位于布列塔尼半岛东南部，北起伊勒-维莱讷省，西北接莫尔比昂省，西临大西洋，南至旺代省，东临曼恩-卢瓦尔省。
与拉布瓦西耶尔-迪多雷接壤的市镇（或旧市镇、城区）包括：拉勒莫迪耶尔、埃夫尔河畔蒙特勒沃、奥雷当茹。
拉布瓦西耶尔-迪多雷的时区为UTC+01:00、UTC+02:00（夏令时）。

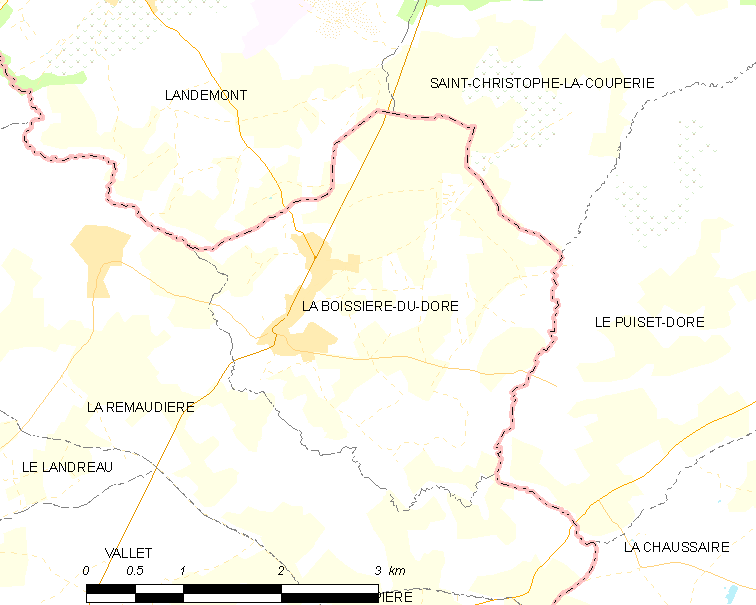
拉布瓦西耶尔-迪多雷的OSM定位图

## 行政
拉布瓦西耶尔-迪多雷的邮政编码为44430，INSEE市镇编码为44016。

## 政治
拉布瓦西耶尔-迪多雷所属的省级选区为瓦莱特县。

## 人口

1962-2008年间拉布瓦西耶尔-迪多雷人口变化图示

拉布瓦西耶尔-迪多雷于2022年1月1日时的人口数量为1114人。